# Article 76 de la Constitution de la Cinquième République française
Article 75-1 Article 77
L'article 76 de la Constitution de la Cinquième République française prévoit que les dispositions de l'accord de Nouméa du 5 mai 1998 seront soumises à un scrutin d'auto-détermination auprès des populations de Nouvelle-Calédonie. Ce scrutin a eu lieu le 8 novembre 1998.

## Texte de l'article
« Les populations de la Nouvelle-Calédonie sont appelées à se prononcer avant le 31 décembre 1998 sur les dispositions de l'accord signé à Nouméa le 5 mai 1998 et publié le 27 mai 1998 au Journal officiel de la République française.

Sont admises à participer au scrutin les personnes remplissant les conditions fixées à l'article 2 de la loi n° 88-1028 du 9 novembre 1988.

Les mesures nécessaires à l'organisation du scrutin sont prises par décret en Conseil d'État délibéré en conseil des ministres. »
— Article 76 de la Constitution du 4 octobre 1958

## Renvois de cet article
- Accord de Nouméa du 5 mai 1998, publié au JORF le 27 mai 1998 (Accord de Nouméa du 5 mai 1998).
- Loi no 88-1028 du 9 novembre 1988 portant dispositions statutaires et préparatoires à l'autodétermination de la Nouvelle-Calédonie en 1998 (Loi no 88-1028 du 9 novembre 1988).

## Ancienne version
Dans la rédaction originale de la Constitution, il existait un article 76 ainsi rédigé :
« Les territoires d'outre-mer peuvent garder leur statut au sein de la République.

S'ils en manifestent la volonté par délibération de leur assemblée territoriale prise dans le délai prévu au premier alinéa de l'article 91, ils deviennent soit départements d'outre-mer de la République, soit, groupés ou non entre eux, États membres de la Communauté. »
— Article 76 de la Constitution du 4 octobre 1958 (version d'origine)
Pierre Lavigne déclare cet article est placé à tort dans le titre XII sur les collectivités territoriales alors qu'il aurait dû être dans le titre XV, sur les dispositions transitoires. En effet, l'article s'adresse alors à des territoires qui pouvaient ne pas rejoindre la Communauté. Il est aussi indiqué qu'un territoire qui n'accepte pas les institutions de la Cinquième république serait indépendant.
Cet article, devenu obsolète et caduc, avait été abrogé par la révision constitutionnelle du 4 août 1995, qui a supprimé toutes les références à la Communauté.